# فاتو أرفيلادزه
فاتو أرفيلادزه هو لاعب كرة قدم جورجي في مركز الوسط، ولد في 4 مارس 1998 في هومبورغ في ألمانيا. شارك مع منتخب جورجيا تحت 21 سنة لكرة القدم. أما مع النوادي، فقد لعب مع كورونا كييلتسى.

## وصلات خارجية
- فاتو أرفيلادزه على موقع الاتحاد الأوربي (الإنجليزية)
- فاتو أرفيلادزه على موقع اتحاد تركيا (لاعب) (الإنجليزية)
- فاتو أرفيلادزه على موقع قاعدة بيانات كرة القدم.إي يو (الإنجليزية)
- فاتو أرفيلادزه على موقع ناشيونال فوتبول تيمز (الإنجليزية)
- فاتو أرفيلادزه على موقع Soccerway.com (الإنجليزية)
- فاتو أرفيلادزه على موقع عالم كرة القدم.نت (الإنجليزية)